# Emma Thompson
Dame Emma Thompson (London, 1959. április 15. –) kétszeres Oscar- és Golden Globe-díjas brit színésznő, forgatókönyvíró, aktivista, szerző és komikus. Nagy-Britannia egyik legelismertebb színésznője.

## Élete

### Származása, tanulóévei
Emma Thompson 1959. április 15-én született Paddingtonban, Londonban, az Egyesült Királyságban. Édesapja, a színész-rendező Eric Norman Thompson a BBC műsorán futó The Magic Roundabout című gyermekműsor írója és narrátora volt az 1960-as és az 1970-es években. Édesanyja, a skót nemzetiségű Phyllida Law színésznő volt. Emma Thompson húga, Sophie Thompson szintén színésznő lett. 
Gyermekkorának nagy részét Skóciában töltötte, ezért gyakran skót nemzetiségűnek vallja magát. Középiskolai tanulmányait a Camdeni leányiskolában folytatta, majd a Cambridge-i Egyetem angol szakos hallgatója lett. Előbb tagja, később alelnöke lett a Footlightsnak, az egyetem színjátszó körének, mely revü- és kabaréműsorok színrevitelével vált ismertté. Érdekes, hogy ekkoriban a Footlights szinte teljes egészében férfiakból állt, így Thompson beválasztása, majd később alelnöki kinevezése meglehetősen szokatlannak számított. Thompson itt ismerkedett meg, majd kötött barátságot olyan, ma már szintén elismert és híres színészekkel, mint Stephen Fry, Hugh Laurie és Tony Slattery. Színészi tehetségét látva egy ügynök, Richard Armitage már diplomaszerzése előtt két évvel szerződést kötött vele.

### Karrierje
Első televíziós szerepeiben Stephen Fry és Hugh Laurie oldalán tűnt fel az Alfresco, illetve a The Young Ones című televíziós sorozatokban. 1987-ben eljátszotta a vörös hajú gitáros, Suzi Kettles szerepét a Tutti Frutti-ban, mellyel hatalmas sikert aratott az Egyesült Királyságban. Ezt követte A háború zsoldosai (1994), ahol megismerkedett későbbi férjével, Kenneth Branagh-val. Mindkettő szerepért BAFTA-díjban részesült. Első jelentős filmbéli szerepét a Richard Curtis rendezte romantikus vígjáték, A nagy balek jelentette, melyet 1989-ben forgattak. Az igazi áttörést az 1992-ben bemutatott Szellem a házban című film hozta: alakításáért megkapta a legjobb női színésznőnek járó Oscar-díjat, a legjobb drámai színésznőnek járó Golden Globe-díjat, a New York-i és Los Angeles-i kritikusok díját, valamint a BAFTA-díjat is. 1993-ban mutatták be a Napok romjai című film, melyben főszerepet vállalt Anthony Hopkins mellett. A filmért szintén jelölték legjobb színésznő kategóriában Oscar-, illetve Golden Globe-díjra, azonban ezeket nem kapta meg. 1995-ben Dora Carrington brit festőnőt játszotta el a Carrington című filmben. Ugyanebben az évben jelent meg a Jane Austen regénye alapján készült, Ang Lee rendezte Értelem és érzelem című film, melynek forgatókönyvét írta, valamint főszerepét is játszotta Hugh Grant mellett. A film forgatókönyvének írásáért kapta meg második Oscar-díját. Az 1990-es éveket olyan filmekkel zárta, mint a Téli vendég, melyet barátja és színésztársa, Alan Rickman rendezett, valamint Az áruló csókja és A nemzet színe-java. 2003-ban Antonio Banderas mellett játszott az Álmaimban Argentína című filmben. 2004-ben jelent meg a Harry Potter és az azkabani fogoly, melyben elvállalta Sybill Trelawney, a Roxfort kissé bohókás jóstanára szerepét. Következő nagy sikere a Nanny McPhee – A varázsdada című film volt, melyben Nanny McPhee-t alakította. 2008-ban Dustin Hoffman oldalán játszotta el Kate Walker szerepét a Szerelem második látásra című filmben. 2012-ben a hangját adta a Merida, a bátor című animációs film egyik karakterének. 2013-ban nem sokkal karácsony előtt jelent meg a Banks úr megmentése című film, melyben Tom Hanks mellett játssza el P. L. Travers, a Mary Poppins című regény írónőjét. 2014 elején jelent meg a Százkarátos szerelem című film, melyben Pierce Brosnannal játszott együtt. A filmet a Szerelem második látásra című film rendezője, Joel Hopkins rendezte. Szintén ebben az évben jelent meg az Effie című kosztümös dráma, melyben a színészi feladatok mellett a forgatókönyv írását is elvállalta. 2014-ben Terrence Malick rendezte Voyage of Time című alkotásban Brad Pitt mellett narrátor volt.
2017-ben A szépség és a szörnyeteg filmes változatában kölcsönözte Mrs. Potts hangját, 2018-ban Miniszterelnökként jelent meg a Johnny English újra lecsap című akció-vígjátékban. 2019-ben ismét eljátszotta O ügynököt, ezúttal a Men in Black – Sötét zsaruk a Föld körül című sci-fiben, ami a filmszéria negyedik része volt. Szintén ugyanebben az évben a A hiányzó láncszem animációs mesében szólaltatta meg Eldert, a jetit. 2020-ban a Robert Downey Jr. főszereplésével készül Dolittle című filmben is szerepelt, egy kék-sárga színű arapapagáj eredeti hangját kölcsönözve. 2021-ben a bárónőt fogja eljátszani a Szörnyella című krimi-vígjátékban.
Filmjeiben nagyrészt megfontolt és határozott nőket játszik, ám a valóságban a komika szerepe áll közelebb hozzá. Munkássága során ötször jelölték Oscar-díjra, melyből kettőt meg is kapott, kilencszer Golden Globe-díjra, ebből is kettőt vihetett haza.

### Társadalmi munkája

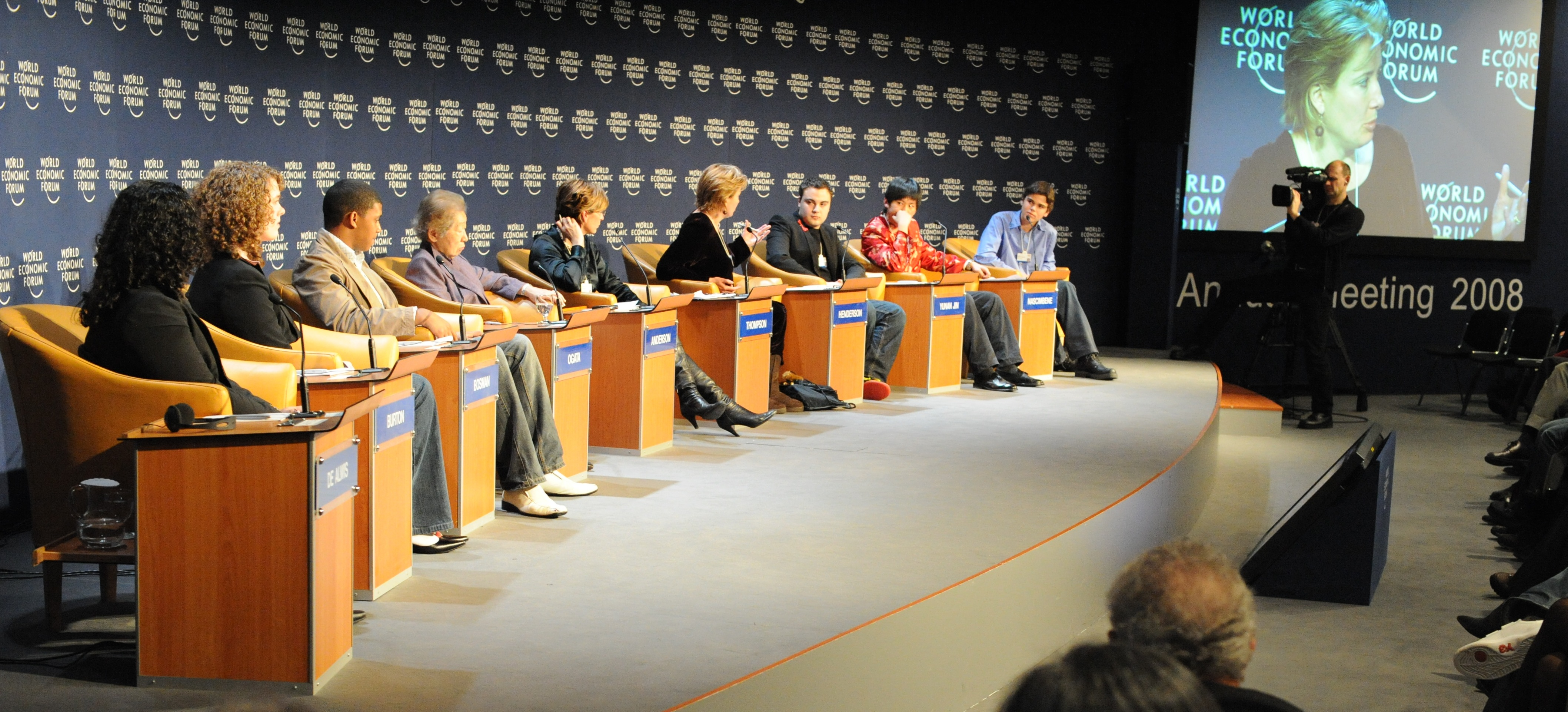
Emma Thompson a Világgazdasági Fórumon 2008-ban

Színészi pályafutása alatt számos társadalmi feladatot is ellátott. Részt vett a Teaching Awards és a Menekültügyi Tanács munkájában (előbbinek elnöke, utóbbinak védnöke), valamint a Greenpeace aktív támogatója is. 2009-ben három másik Greenpeace taggal együtt bejelentették, hogy felvásárolnak egy földterületet Sipson falu mellett, hogy megakadályozzák a London-Heathrow-i repülőtér újabb kifutópályájának megépítését. 2008-ban a Világgazdasági Fórum ifjúsággal foglalkozó bizottságának vezetője volt.

### Magánélete
1989-ben hozzáment Kenneth Branagh-hoz. Számos közös munkájuk volt, például a Fortunes of War, a Meghalsz újra!, az V. Henrik, a Sok hűhó semmiért, valamint a Szilveszteri durranások című film is. 1995-ben elváltak. Még ebben az évben, az Értelem és érzelem forgatásán ismerkedett meg Greg Wise-zal. 2003-ban házasodtak össze Skóciában, ahol ma is élnek. Lányuk, Gaia Romilly 1999-ben született. 2003-ban adoptáltak egy 16 éves ruandai menekült fiút, akinek családját a ruandai népirtás alatt meggyilkolták. Az adoptálással megakadályozták, hogy a fiút kitoloncolják az Egyesült Királyságból.

## Filmográfia

### Film
| Év   | Magyar cím                               | Eredeti cím                                   | Szerep                      | Magyar hang         | Rendező                  |
| ---- | ---------------------------------------- | --------------------------------------------- | --------------------------- | ------------------- | ------------------------ |
| 1989 | V. Henrik                                | Henry V                                       | Katalin hercegnő            | Orosz Helga         | Kenneth Branagh (1.)     |
| 1989 | V. Henrik                                | Henry V                                       | Katalin hercegnő            | Kovács Nóra         | Kenneth Branagh (1.)     |
| 1989 | V. Henrik                                | Henry V                                       | Katalin hercegnő            | Ősi Ildikó          | Kenneth Branagh (1.)     |
| 1989 | A nagy balek                             | The Tall Guy                                  | Kate Lemmon                 | Kovács Nóra         | Mel Smith                |
| 1991 | Meghalsz újra!                           | Dead Again                                    | Grace / Margaret Strauss    | Kovács Nóra         | Kenneth Branagh (2.)     |
| 1991 | Impromptu                                | Impromptu                                     | Claudette, D'Antan grófnő   | Kovács Nóra         | James Lapine             |
| 1991 | Impromptu                                | Impromptu                                     | Claudette, D'Antan grófnő   | Orosz Helga         | James Lapine             |
| 1992 | Szellem a házban                         | Howards End                                   | Margaret Schlegel           | Kútvölgyi Erzsébet  | James Ivory (1.)         |
| 1992 | Szilveszteri durranások                  | Peter's Friends                               | Maggie Chester              | Kovács Nóra         | Kenneth Branagh (3.)     |
| 1992 | Szilveszteri durranások                  | Peter's Friends                               | Maggie Chester              | Solecki Janka       | Kenneth Branagh (3.)     |
| 1993 | Sok hűhó semmiért                        | Much Ado About Nothing                        | Beatrice                    | Kovács Nóra         | Kenneth Branagh (4.)     |
| 1993 | Napok romjai                             | The Remains of the Day                        | Miss Kenton                 | Kovács Nóra         | James Ivory (2.)         |
| 1993 | Apám nevében                             | In the Name of the Father                     | Gareth Peirce               | Menszátor Magdolna  | Jim Sheridan             |
| 1994 | Junior                                   | Junior                                        | Dr. Diana Reddin            | Kovács Nóra         | Ivan Reitman             |
| 1994 | Apám, a hős                              | My Father the Hero                            | Isabelle                    | Menszátor Magdolna  | Steve Miner              |
| 1994 | Apám, a hős                              | My Father the Hero                            | Isabelle                    | Náray Erika         | Steve Miner              |
| 1995 | Carrington – A festőnő szerelmei         | Carrington                                    | Dora Carrington             | Kovács Nóra         | Christopher Hampton (1.) |
| 1995 | Carrington – A festőnő szerelmei         | Carrington                                    | Dora Carrington             | Majsai-Nyilas Tünde | Christopher Hampton (1.) |
| 1995 | Értelem és érzelem                       | Sense and Sensibility                         | Elinor Dashwood             | Kovács Nóra         | Ang Lee                  |
| 1997 | Téli vendég                              | The Winter Guest                              | Frances                     | Kovács Nóra         | Alan Rickman             |
| 1998 | A nemzet színe-java                      | Primary Colors                                | Susan Stanton               | Kovács Nóra         | Mike Nichols             |
| 1998 | Az áruló csókja                          | Judas Kiss                                    | Sadie Hawkins               | Borbás Gabi         | Sebastian Gutierrez      |
| 2000 | Papás-mamás                              | Maybe Baby                                    | Druscilla                   | Kovács Nóra         | Ben Elton                |
| 2002 | A kincses bolygó                         | Treasure Planet                               | Amelia kapitány (hangja)    | Fehér Anna          | Ron Clements             |
| 2002 | A kincses bolygó                         | Treasure Planet                               | Amelia kapitány (hangja)    | Fehér Anna          | John Musker              |
| 2003 | Álmaimban Argentína                      | Imagining Argentina                           | Cecilia Rueda               | Kovács Nóra         | Christopher Hampton (2.) |
| 2003 | Igazából szerelem                        | Love Actually                                 | Karen                       | Ráckevei Anna       | Richard Curtis (1.)      |
| 2004 | Harry Potter és az azkabani fogoly       | Harry Potter and the Prisoner of Azkaban      | Sybill Trelawney professzor | Kovács Nóra         | Alfonso Cuarón           |
| 2005 | Nanny McPhee – A varázsdada              | Nanny McPhee                                  | Nanny McPhee                | Kovács Nóra         | Kirk Jones               |
| 2006 | Felforgatókönyv                          | Stranger than Fiction                         | Karen Eiffel                | Kovács Nóra         | Marc Forster             |
| 2007 | Harry Potter és a Főnix Rendje           | Harry Potter and the Order of the Phoenix     | Sybill Trelawney professzor | Kovács Nóra         | David Yates (1.)         |
| 2007 | Legenda vagyok                           | I Am Legend                                   | Dr. Alice Krippin (cameo)   | Kovács Nóra         | Francis Lawrence         |
| 2008 | Utolsó látogatás                         | Brideshead Revisited                          | Lady Marchmain              | Kovács Nóra         | Julian Jarrold           |
| 2008 | Szerelem második látásra                 | Last Chance Harvey                            | Kate Walker                 | Kovács Nóra         | Joel Hopkins (1.)        |
| 2009 | Egy lányról                              | An Education                                  | igazgatónő                  | Kovács Nóra         | Lone Scherfig            |
| 2009 | Rockhajó                                 | The Boat That Rocked                          | Charlotte                   | Kovács Nóra         | Richard Curtis (2.)      |
| 2010 | Nanny McPhee és a nagy bumm              | Nanny McPhee and the Big Bang                 | Nanny McPhee                | Kovács Nóra         | Susanna White            |
| 2011 | Harry Potter és a Halál ereklyéi 2.      | Harry Potter and the Deathly Hallows – Part 2 | Sybill Trelawney professzor | Kovács Nóra         | David Yates (2.)         |
| 2012 | Men in Black – Sötét zsaruk 3.           | Men in Black 3                                | O ügynök                    | Kovács Nóra         | Barry Sonnenfeld         |
| 2012 | Merida, a bátor                          | Brave                                         | Elinor királyné (hangja)    | Menszátor Magdolna  | Mark Andrews             |
| 2012 | Merida, a bátor                          | Brave                                         | Elinor királyné (hangja)    | Menszátor Magdolna  | Brenda Chapman           |
| 2013 | Lenyűgöző teremtmények                   | Beautiful Creatures                           | Mrs. Lincoln / Sarafine     | Kovács Nóra         | Richard LaGravenese      |
| 2013 | Banks úr megmentése                      | Saving Mr. Banks                              | P. L. Travers               | Kovács Nóra         | John Lee Hancock         |
| 2013 | Százkarátos szerelem                     | The Love Punch                                | Kate Jones                  | Kovács Nóra         | Joel Hopkins (2.)        |
| 2014 | Férfiak, nők és gyerekek                 | Men, Women & Children                         | Narrátor (hangja)           | Kovács Nóra         | Jason Reitman            |
| 2014 |                                          | Effie Gray                                    | Lady Eastlake               |                     | Richard Laxton           |
| 2015 |                                          | A Walk in the Woods                           | Catherine Bryson            |                     | Ken Kwapis               |
| 2015 | Barney Thomson legendája                 | The Legend of Barney Thomson                  | Cemolina                    | Kovács Nóra         | Robert Carlyle           |
| 2015 | Az ételművész                            | Burnt                                         | Dr. Rosshilde               | Kovács Nóra         | John Wells               |
| 2016 | Egyedül Berlinben                        | Alone in Berlin                               | Anna Quangel                |                     | Vincent Pérez            |
| 2016 | Bridget Jones babát vár                  | Bridget Jones's Baby                          | Dr. Rawling                 | Kovács Nóra         | Sharon Maguire           |
| 2017 | A szépség és a szörnyeteg                | Beauty and the Beast                          | Mrs. Potts                  | Igó Éva             | Bill Condon              |
| 2017 |                                          | Sea Sorrow (dokumentumfilm)                   | Sylvia Pankhurst            |                     | Vanessa Redgrave         |
| 2017 | A törvény szíve                          | The Children Act                              | Fiona Maye                  | Kovács Nóra         | Richard Eyre             |
| 2017 | A Meyerowitz-történetek                  | The Meyerowitz Stories                        | Maureen                     |                     | Noah Baumbach            |
| 2018 | Johnny English újra lecsap               | Johnny English Strikes Again                  | miniszterelnök              | Kovács Nóra         | David Kerr               |
| 2019 | Talkshow                                 | Late Night                                    | Katherine Newbury           | Kovács Nóra         | Nisha Ganatra            |
| 2019 | A hiányzó láncszem                       | Missing Link                                  | Elder, a jeti (hangja)      | Bertalan Ágnes      | Chris Butler             |
| 2019 | Men in Black – Sötét zsaruk a Föld körül | Men in Black International                    | O ügynök                    | Kovács Nóra         | F. Gary Gray             |
| 2019 | Hogyan lettem befolyásos fiatal csaj     | How to Build a Girl                           | Amanda Watson               | Kovács Nóra         | Coky Giedroyc            |
| 2019 | Múlt karácsony                           | Last Christmas                                | Petra Andrich               | Kovács Nóra         | Paul Feig                |
| 2020 | Dolittle                                 | Dolittle                                      | Poli (hangja)               | Kovács Nóra         | Stephen Gaghan           |
| 2021 | Szörnyella                               | Cruella                                       | bárónő                      | Kovács Nóra         | Craig Gillespie          |
| 2022 | Minden jót, Leo Grande                   | Good Luck to You, Leo Grande                  | Nancy Stokes                | Kovács Nóra         | Sophie Hyde              |
| 2022 | Mi köze ennek a szerelemhez?             | What's Love Got to Do with It?                | Cath                        | Kovács Nóra         | Shekhar Kapur            |
| 2022 | Matilda – A musical                      | Roald Dahl's Matilda the Musical              | Agatha Trunchbull           | Kováts Kriszta      | Matthew Warchus          |
| 2025 | Bridget Jones: Bolondulásig              | Bridget Jones: Mad About the Boy              | Dr. Rawlings                | Kovács Nóra         | Michael Morris           |

### Televízió

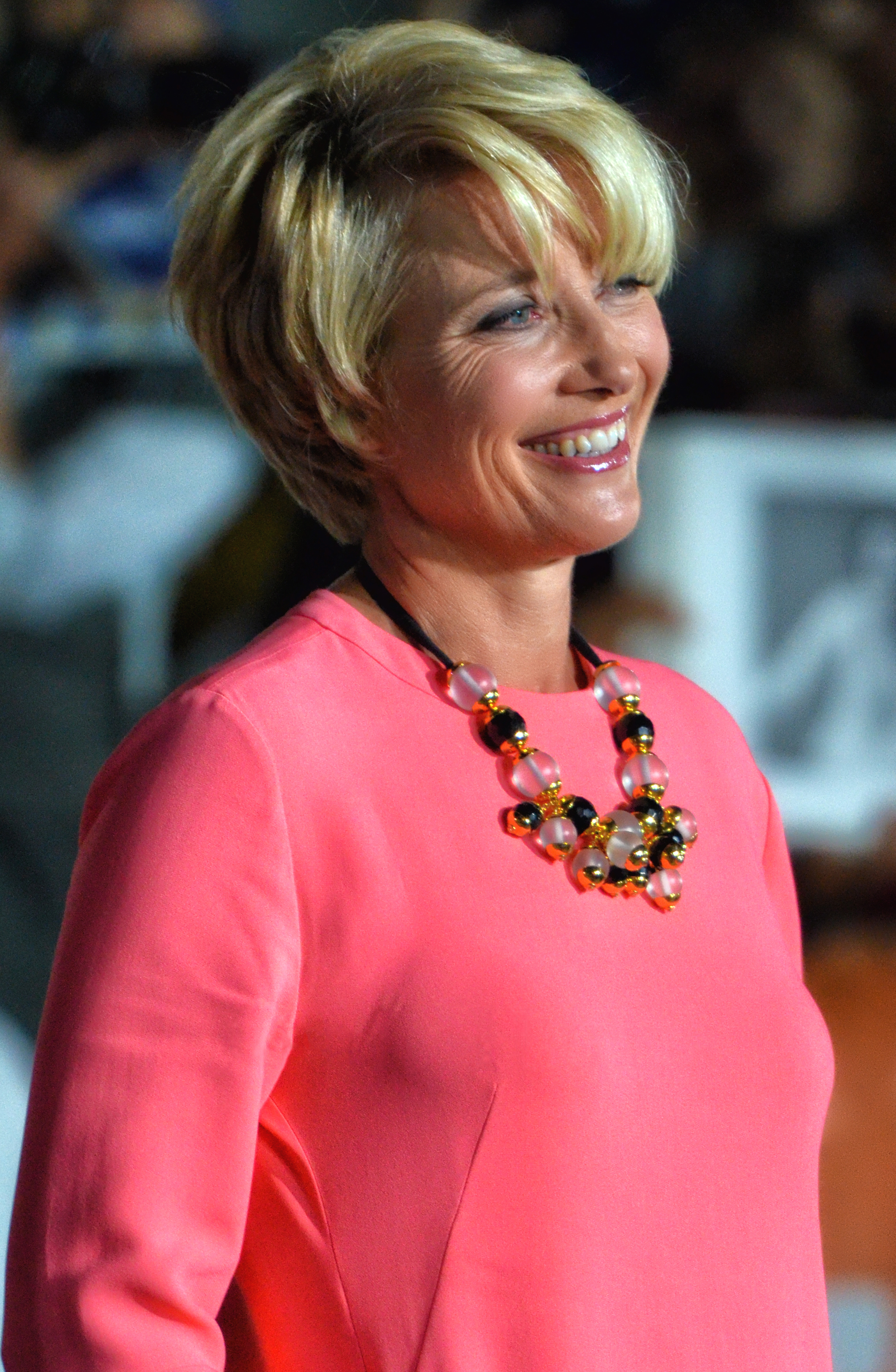
2013-ban

| Év        | Magyar cím                  | Eredeti cím                    | Szerep                                         | Megjegyzések                                                     |
| --------- | --------------------------- | ------------------------------ | ---------------------------------------------- | ---------------------------------------------------------------- |
| 1982      |                             | Cambridge Footlights Revue     | több szerep                                    |                                                                  |
| 1982      |                             | There's Nothing to Worry About | Mrs. Wally                                     | 3 epizód                                                         |
| 1983–1984 |                             | Alfresco                       | több szerep                                    | 13 epizód                                                        |
| 1984      |                             | The Comic Strip Presents       | fiatal nő                                      | 1 epizód                                                         |
| 1984      |                             | The Young Ones                 | Miss Money-Sterling                            | 1 epizód                                                         |
| 1984      |                             | Assaulted Nuts                 | több szerep                                    |                                                                  |
| 1987      |                             | Tutti Frutti                   | Suzi Kettles                                   | minisorozat (6 epizód)                                           |
| 1987      |                             | Fortunes of War                | Harriet Pringle                                | minisorozat (7 epizód)                                           |
| 1988      |                             | Thompson                       | több szerep                                    | 6 epizód                                                         |
| 1989      | Nézz vissza haraggal!       | Look Back in Anger             | Alison Porter                                  | tévéfilm                                                         |
| 1992      | Cheers                      | Cheers                         | Nanette Guzman                                 | 1 epizód                                                         |
| 1994      |                             | The Blue Boy                   | Marie Bonnar                                   | tévéfilm                                                         |
| 1997      |                             | Ellen                          | önmaga                                         | 1 epizód                                                         |
| 1997      | Gyogyós gyógyintézet        | Hospital!                      | Elefántnő                                      | tévéfilm                                                         |
| 2001      | Fekete angyal               | Wit                            | Vivian Bearing                                 | - tévéfilm - forgatókönyvíró - magyar hangja: - Udvaros Dorottya |
| 2003      | Angyalok Amerikában         | Angels in America              | Emily nővér / hajléktalan nő / Amerika angyala | minisorozat (5 epizód)                                           |
| 2009      |                             | QI                             | önmaga                                         | televíziós vetélkedő (1 epizód)                                  |
| 2010      |                             | The Song of Lunch              | Ő                                              | tévéfilm                                                         |
| 2012      |                             | Playhouse Presents             | Királynő                                       | 1 epizód                                                         |
| 2017      |                             | Upstart Crow                   | I. Erzsébet angol királynő                     | 1 epizód                                                         |
| 2018      | Lear király                 | King Lear                      | Goneril                                        | tévéfilm                                                         |
| 2019      | Saturday Night Live         | Saturday Night Live            | önmaga (házigazda)                             | 1 epizód                                                         |
| 2019      | Évek alatt                  | Years and Years                | Vivienne Rook                                  | - minisorozat (6 epizód) - magyar hangja: - Kovács Nóra          |
| 2022      | Miért nem szóltak Evansnek? | Why Didn't They Ask Evans?     | Lady Marcham                                   | 1 epizód                                                         |

## Magyarul megjelent művei
- Nanny McPhee, a varázsdada és a Nagy Bumm; ford. Borbás Mária; Móra, Bp., 2010
- Nyúl Péter további kalandjai; ford. Szabó T. Anna;General Press, Bp., 2012

## Díjak és jelölések
- Oscar-díj
  - 1993 – díj: legjobb színésznő (Szellem a házban)
  - 1994 – jelölés: legjobb női epizódszereplő (Apám nevében)
  - 1994 – jelölés: legjobb színésznő (Napok romjai)
  - 1996 – díj: legjobb adaptált forgatókönyv (Értelem és érzelem)
  - 1996 – jelölés: legjobb színésznő (Értelem és érzelem)
- BAFTA-díj
  - 1988 – díj: legjobb női alakítás tévéfilmben (Tutti Frutti) és (Fortunes of War)
  - 1993 – díj: legjobb női alakítás (Szellem a házban)
  - 1994 – jelölés: legjobb női alakítás (Napok romjai)
  - 1996 – díj: legjobb női főszereplő (Értelem és érzelem)
  - 1996 – jelölés: legjobb adaptált forgatókönyv (Értelem és érzelem)
  - 2004 – jelölés: legjobb női mellékszereplő (Igazából szerelem)
  - 2014 – jelölés: legjobb női alakítás (Banks úr megmentése)
  - 2023 – jelölés: legjobb női alakítás (Minden jót, Leo Grande)
- David di Donatello-díj
  - 1993 – díj: legjobb női alakítás (Szellem a házban)
  - 1994 – díj: legjobb női alakítás (Napok romjai)
  - 1996 – jelölés: legjobb női alakítás (Értelem és érzelem)
- Golden Globe-díj
  - 1993 – díj: legjobb drámai színésznő (Szellem a házban)
  - 1994 – jelölés: legjobb női epizódszereplő (Apám nevében)
  - 1994 – jelölés: legjobb drámai színésznő (Napok romjai)
  - 1995 – jelölés: legjobb vígjáték- vagy musicalszínésznő (Junior)
  - 1996 – díj: legjobb forgatókönyv (Értelem és érzelem)
  - 1996 – jelölés: legjobb drámai színésznő (Értelem és érzelem)
  - 2002 – jelölés: legjobb színésznő tv-filmben (Fekete angyal)
  - 2009 – jelölés: legjobb vígjáték- vagy musicalszínésznő (Szerelem második látásra)
  - 2014 – jelölés: legjobb drámai színésznő (Banks úr megmentése)
  - 2020 – jelölés: legjobb vígjáték- vagy musicalszínésznő (Talk show)
  - 2023 – jelölés: legjobb vígjáték- vagy musicalszínésznő (Minden jót, Leo Grande)
- Európai Filmdíj
  - 1997 – jelölés: legjobb színésznő (Téli vendég)
  - 1998 – jelölés: kiemelkedő európai eredmény a világmozikban (A nemzet színe-java)
- Emmy-díj
  - 1998 – díj: legjobb női vendégszereplő (Ellen)
  - 2001 – jelölés: legjobb színésznő TV-filmben (Fekete angyal)
  - 2001 – jelölés: legjobb forgatókönyv TV-filmhez (Fekete angyal)
  - 2004 – jelölés: legjobb színésznő TV-filmben (Angyalok Amerikában)
  - 2012 – jelölés: legjobb színésznő TV-filmben (The Song of Lunch)
  - 2015 – jelölés: legjobb színésznő minisorozatban (Live from Lincoln Center)
  - 2019 – jelölés: legjobb női vendégszereplő vígjátéksorozatban (Saturday Night Live)